# SN 2004es
SN 2004es – supernowa typu II odkryta 26 września 2004 roku w galaktyce UGC 3825. W momencie odkrycia miała maksymalną jasność 17,60m.